# Xylolocha linearis
Xylolocha linearis là một loài bướm đêm trong họ Geometridae.